# Bakaye Traoré
Bakaye Traoré, född 6 mars 1985 i Bondy, Frankrike, är en franskfödd malisk fotbollsspelare som har spelat för bland annat de franka klubbarna Amiens och Nancy. Han har även representerat Malis fotbollslandslag.
Den 20 juni 2014 skrev Traoré på ett treårskontrakt med turkiska Bursaspor. Kontraktet avslutades i september 2016.